# Крюков, Владимир Николаевич (композитор)
Влади́мир Никола́евич Крю́ков (22 (9) июля 1902, Москва — 14 июня 1960, Старая Руза) — советский композитор.

## Биография
В 1925 году окончил Московскую консерваторию по классу композиции у Н. Я. Мясковского.
В 1930—1931 и 1950—1951 редактор Всесоюзного радио, в 1933—1935 годах заведует музыкальной частью Театра Революции.
В 1949—1950 директор Московской филармонии.
В 1957—1959 заведующий кафедрой композиции Института им. Гнесиных.
Брат композитора Н. Н. Крюкова
Наиболее известные сочинения: оперы «Станционный смотритель» и «Дмитрий Донской».
Автор многочисленных статей и рецензий.

## Сочинения

### Оперы
- Король на площади, по А. А. Блоку, (1925)
- Станционный смотритель, по А. С. Пушкину (1940), (оперный театр им. К. С. Станиславского, Москва)
- Дмитрий Донской, (1946), (Оперно-драматический театр им. К. С. Станиславского)
- Разлом, либретто Б.Лавренёва по одноименной пьесе, (1948)

### Сочинения для оркестра
- Симфония-рапсодия на хакасские темы (1944)
- Поэмы: 1920 год (1930), 9 января (1931), Броненосец Потемкин (1955)
- Русская рапсодия (1944)
- Чешская рапсодия (1952)
- Симфониетты и другие пьесы

### Инструментальная музыка
- Концерт для ф-но с оркестром (1959)
- Концертино для кларнета (1954)
- Концерт-поэма для трубы (1954)
- Лев Гурыч Синичкин, музыкальная комедия по водевилю Д. Т. Ленского, (1945)
- Октябрьская кантата (для детей, слова А. Л. Барто) (исп.1947)
- Камерные ансамбли, пьесы для ф-но, музыка к драм.спектаклям и фильмам